# Mozi
Mozi (en chino simplificado y tradicional, 墨子; pinyin, Mòzǐ; Wade-Giles, Mo Tzu; literalmente, ‘Micio’; c. 468 a. C.-c. 391 a. C.), nombre original Mo Di (墨翟), fue un filósofo chino durante el periodo de las Cien escuelas del pensamiento. Un libro que lleva su nombre, el Mozi, contiene material atribuido a él y a sus seguidores.
Nacido en lo que ahora es Tengzhou (provincia de Shandong), fundó la escuela del moísmo que discutía fuertemente contra el confucianismo y el taoísmo. Su filosofía enfatizó el autocontrol, la autorreflexión y la autenticidad más que la obediencia al ritual. Durante el período de los Reinos combatientes, el moísmo fue desarrollado y practicado activamente en muchos estados, pero cayó en desgracia cuando la dinastía legalista Qin llegó al poder. Supuestamente durante ese período, se llevó a cabo la quema de libros y sepultura de intelectuales por orden del emperador Qin Shi Huang. La importancia del moísmo fue rehusada cuando el confucianismo se convirtió en la escuela dominante del pensamiento durante la dinastía Han, hasta prácticamente desaparecer por medio de la dinastía Han Occidental.
Mozi es conocido por los niños a lo largo de la cultura china a través del Clásico de mil caracteres, que registra que se entristeció cuando vio el tinte de seda blanca pura, que encarnó su concepto de austeridad (sencillez, castidad). Para la audiencia juvenil moderna de hablantes chinos, la imagen de su escuela y su fundador fueron popularizados por la serie de televisión animada The Legend of Qin.

## Nombre
Ha habido un debate considerable sobre el nombre real de Mozi. Actualmente existen tres conceptos de su origen los cuales son:
1. Tradicionalmente, Mozi heredó el apellido "Mo" de su supuesto antepasado, el Señor de Guzhu (en chino simplificado y tradicional, 孤竹君; pinyin, Gūzhú Jūn), descendiente de Shennong, el legendario emperador. Los descendientes del Señor de Guzhu tenían el nombre de clan "Motai" (en chino simplificado y tradicional, 墨胎; pinyin, Mòtāi), que más tarde fue acortado a "Mo". Sin embargo, la erudición moderna sugiere que "Mo" no era, de hecho, el nombre del clan de Mozi, ya que este nombre de clan/apellido no se encuentra durante el período de Primaveras y Otoños y período de los Reinos Combatientes.

1. Como "Mo" llegó a ser el nombre de la escuela moísta en sí, podría haber derivado del nombre de un castigo penal (tatuaje en la frente de los criminales, "mo" literalmente significa "tinta") infligidos a los esclavos. Señala la identificación de los moístas con las clases más bajas de la gente común. El nombre ancestral real y el nombre del clan de Mozi no se conoce. Puede ser que, debido a que probablemente nació en las clases bajas, no tenía un nombre ancestral o de clan. Durante la antigüedad china, la gran mayoría de los chinos que no estaban relacionados con las familias aristocráticas no poseían nombres ancestrales y de clanes.

1. Una fuente plausible del nombre de Mozi puede haber sido la propia tez de la piel del filósofo, que se conoce como "oscuro" (lit. "negro") en el texto. Mozi iba al norte hacia Qi y se encontró con un adivino en el camino. El adivino le dijo: "Dios mata al dragón negro en el norte hoy, ahora tu tez es oscura, no debes ir hacia el norte".

## Vida
Sus escritos proporcionan poca información sobre sus orígenes aunque algunas anécdotas dan a entender que procedía de una familia de artesanos. Se sabe, sin embargo, que sus padres no eran cariñosos hacia él y le mostraban muy poco amor. Mozi era nativo del estado de Lu (hoy Tengzhou, provincia de Shandong), aunque durante un tiempo sirvió como ministro en el estado de Song. Al igual que Confucio, Mozi era conocido por haber mantenido una escuela para aquellos que deseaban convertirse en funcionarios sirviendo en las diferentes cortes gobernantes de los Reinos combatientes.

Mozi nació en Lu (en el norte, con una pequeña costa a lo largo del Mar Amarillo) y pasó algún tiempo como ministro del gobierno en Song (un estado sin litoral al sur de Lu).

Mozi también era un carpintero muy hábil en la creación de dispositivos, diseño pájaros mecánicos de ruedas móviles que utilizaba para sitiar los muros de la ciudad. Aunque no ocupó una alta posición oficial, Mozi fue buscado por varios gobernantes como un experto en fortificación. Fue educado en el confucianismo en sus primeros años, pero lo consideró como demasiado fatalista y enfatizado en las celebraciones elaboradas y los entierros que él estimó eran perjudiciales al sustento y a la productividad de la gente común. Consiguió atraer a un gran número de seguidores durante el tiempo que rivalizó con Confucio. Sus seguidores, en su mayoría técnicos y artesanos, se organizaron en un orden disciplinado que estudiaba los escritos filosóficos y técnicos de Mozi. Según algunos relatos de la comprensión popular de Mozi en ese entonces, había sido aclamado por muchos como el héroe más grande de Henan. Se decía que su pasión era para el bien de la gente, sin preocupación por ganancias personales o incluso por su propia vida o muerte. Su incansable contribución a la sociedad fue elogiada por muchos, incluyendo al discípulo de Confucio, Mencio. Mencio escribió en Jinxin (en chino simplificado y tradicional, 孟子盡心; pinyin, Mengzi Jinxin) que Mozi creía en el amor por toda la humanidad. Mientras algo beneficie a la humanidad, Mozi lo perseguirá aunque signifique herirle la cabeza o los pies. Zhang Taiyan dijo que en términos de virtud moral, incluso Confucio y Lao-Tse no se pueden comparar con Mozi.
Mozi viajó de una zona de crisis a otra a lo largo del paisaje devastado de los Reinos combatientes, tratando de disuadir a los gobernantes de sus planes de conquista. Según el capítulo "Gongshu" en Mozi, caminó una vez durante diez días al estado de Chu para prevenir un ataque en el estado de Song. En la corte de Chu, Mozi participó en nueve juegos simulados de guerra con Lu Ban, el principal estratega militar de Chu, y volcó cada una de sus estratagemas. Cuando Lu Ban lo amenazó con la muerte, Mozi informó al rey de que sus discípulos ya habían entrenado a los soldados de Song en sus métodos de fortificación, por lo que sería inútil matarlo. El rey de Chu se vio obligado a suspender la guerra. En el camino de regreso, sin embargo, los soldados de Song, sin reconocerlo, no le permitieron entrar en su ciudad, y tuvo que pasar una noche helada bajo la lluvia. Después de este episodio, también se detuvo al estado de Qi de atacar el estado de Lu. Mostró que la defensa de una ciudad no depende únicamente de fortificación, armamento y suministro de alimentos; también es importante mantener a las personas talentosas cerca y poner confianza en ellas.

## Filosofía
Las enseñanzas morales de Mozi enfatizaban la autorreflexión y la autenticidad más que la obediencia al ritual. Observó que a menudo aprendemos sobre el mundo a través de la adversidad ("Abrazar a los estudiosos" en Mozi). Reflexionando sobre sus propios éxitos y fracasos, uno alcanza un auténtico conocimiento de sí mismo en lugar de una mera conformidad con el ritual ("Clarificación de uno mismo" en Mozi). Mozi exhortó a la gente a llevar una vida de ascetismo y autocontrol, renunciando a la extravagancia material y espiritual.
Al igual que Confucio, Mozi idealizó la dinastía Xia y los antiguos de la mitología china, pero criticó la creencia confuciana de que la vida moderna debería ser modelada en los caminos de los antiguos. Después de todo, señaló, lo que pensamos como "antiguo" era realmente innovador en su tiempo, y por lo tanto no debería ser utilizado para obstaculizar la innovación actual ("Contra el Confucianismo, Parte 3" en Mozi). Aunque Mozi no creía que la historia progresara necesariamente, al igual que Han Feizi, compartió la crítica de este último del destino (命, mìng). Mozi creía que las personas eran capaces de cambiar sus circunstancias y dirigir sus propias vidas. Podían hacerlo aplicando sus sentidos a la observación del mundo, juzgando objetos y acontecimientos por sus causas, sus funciones y sus bases históricas ("Contra el Destino, Parte 3"). Este fue el "método de tres puntas" que Mozi recomendó para poner a prueba la verdad o la falsedad de las declaraciones. Sus estudiantes ampliaron más adelante esto para formar la Escuela de los Nombres.

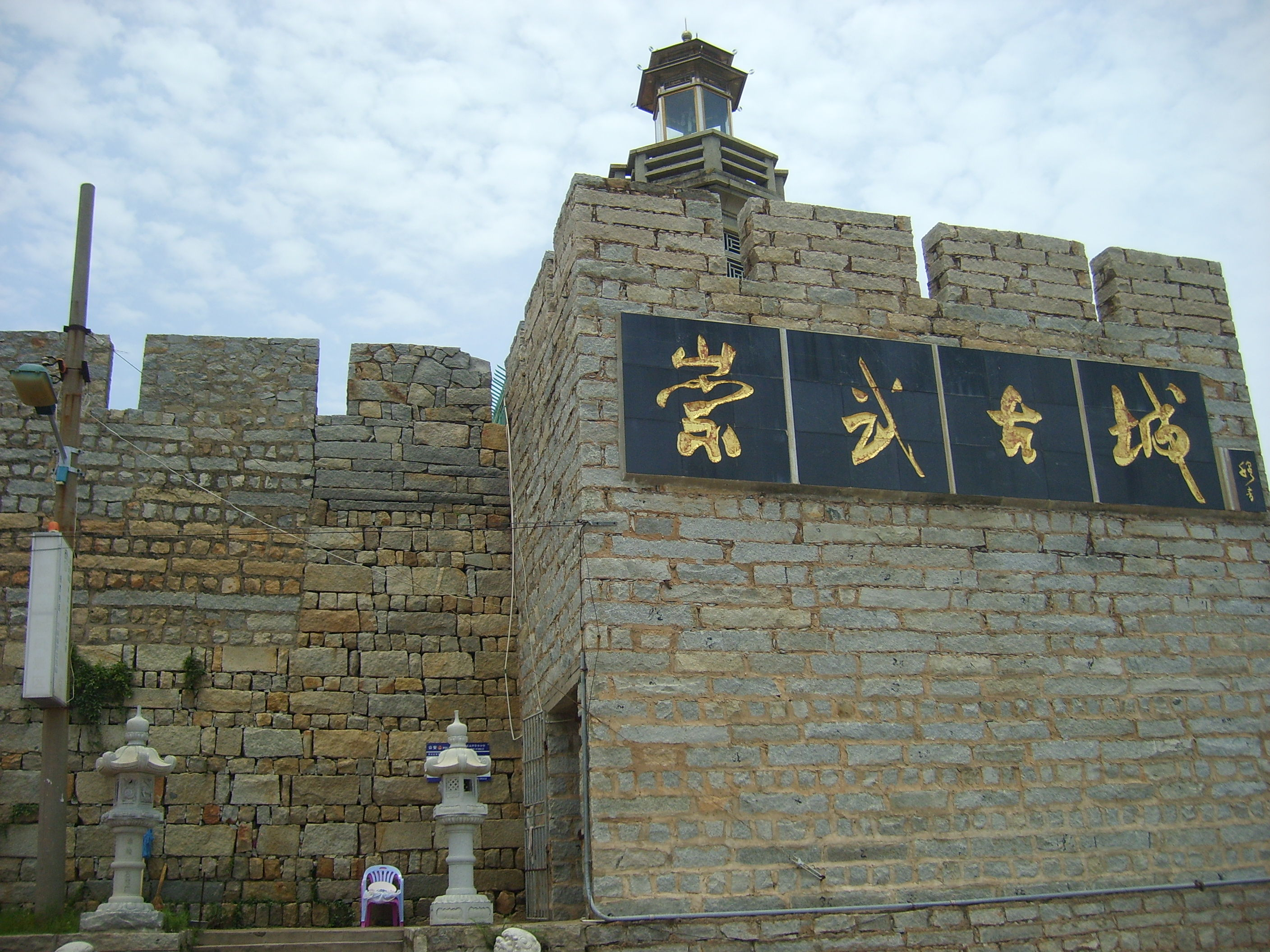
Entre los conocimientos de Mozi como ingeniero y sus inclinaciones pacifistas, los moístas se convirtieron en expertos en la construcción de fortificaciones y asedios.

Mozi trató de reemplazar lo que él consideraba el apego chino a las estructuras de la familia y el clan con el concepto de "cariño imparcial" o "amor universal" (兼愛, jiān ài). En esto, argumentó directamente contra los confucianos que decían que era natural y correcto que la gente se preocupara por diferentes personas en diferentes grados. Mozi, en cambio, argumentó que las personas en principio deberían cuidar a todas las personas por igual, una noción que los filósofos de otras escuelas encontraron absurda, ya que interpretaron esta noción como implicando ninguna cantidad especial de cuidado o deber hacia los padres y la familia.
Sin embargo, pasando por alto por esas críticas, hay un pasaje en el capítulo sobre "Auto-Cultivación" que dice: "Cuando las personas cercanas no son amistades, no hay ningún intento de atraer a los que están a distancia". Este punto también es precisamente articulado por un moísta en un debate con Mencio (en Mencio), donde el moísta argumenta en relación con la realización del amor universal, que "Comenzamos con lo que está cerca". También, en el primer capítulo de los escritos de Mozi sobre el amor universal, argumenta que la mejor manera de ser filial a los padres es ser filial a los padres de los demás. El principio fundamental es que la benevolencia, así como la malevolencia, son pagadas, y que uno será tratado por los demás como uno trata a los demás. Mozi cita un pasaje popular del Clásico de poesía para traer a su territorio este punto: "Cuando uno me lanza un melocotón, le devuelvo una ciruela". Los padres serán tratados por otros como uno trata a los padres de los demás. Al perseguir esta línea de argumentación, Mozi estaba apelando directamente a la idea del interés propio ilustrado en las relaciones sociales. También hay que destacar el hecho de que Mozi diferenció entre "intención" y "realidad", colocando así una importancia central en la voluntad de amar, aunque en la práctica puede muy bien ser imposible beneficiar a todos.
Además, Mozi argumentó que la benevolencia llega a los seres humanos "tan naturalmente como el fuego gira hacia arriba o el agua se vuelve hacia abajo", siempre que las personas en posiciones de autoridad ilustrasen la benevolencia en sus propias vidas. Al diferenciar las ideas de "universal" (jian) y "diferencial" (bie), Mozi dijo que "universal" viene de la rectitud, mientras que "diferencial" implica el esfuerzo humano. Además, el argumento básico de Mozi sobre el amor universal afirma que dicho amor es sumamente práctico, y este argumento fue dirigido contra aquellos que objetaron que tal amor no podía ser puesto en práctica.
Mozi también mantuvo una creencia en el poder de los fantasmas y espíritus, aunque a menudo se piensa que sólo los adoraba de forma pragmática. De hecho, en su discusión sobre los fantasmas y los espíritus, observa que incluso si no existieran, las reuniones comunales para hacer sacrificios ofrecerían un papel en el fortalecimiento de los lazos sociales. Además, para Mozi la voluntad del Cielo (天, tiān) era que las personas se amaran unas a otras, y que el amor mutuo por todos traería beneficios para todos. Por lo tanto, era de interés para todos que amaran a los demás "como ellos mismos se aman". El Cielo debe ser respetado porque si no lo hiciera, se sometería uno al castigo. Para Mozi, el cielo no era la naturaleza "amoral", mística de los taoístas. Más bien, era una fuerza moral benevolente que recompensaba el bien y castigaba el mal. Similares de alguna manera a las religiones abrahámicas, Mozi creía que todas las cosas vivas viven en un reino gobernado por el Cielo, y el Cielo tiene una voluntad que es independiente y más alta que la voluntad del hombre. Así, escribe: "El amor universal es el Camino del Cielo", ya que "el Cielo nutre y sostiene toda vida sin consideración al estatus" ("Leyes y Aduanas" en Mozi). El ideal de gobierno de Mozi, que abogaba por una meritocracia basada más en el talento que en los conocimientos, también seguía su idea del Cielo.

### Ética
¿Cuál es el propósito de las casas? Es para protegernos del viento y el frío del invierno, el calor y la lluvia del verano, y para mantener fuera a los atracadores y ladrones. Una vez que estos extremos han sido asegurados, eso es todo. Lo que no contribuye a estos fines debe ser eliminado.
Mozi, Mozi, capítulo 20.

La ética moísta se considera una forma de consecuencialismo, a veces llamado consecuencialismo estatal. La ética moísta evalúa el valor moral de una acción basada en cómo contribuye a la estabilidad de un estado a través del orden social, la riqueza material y el crecimiento de la población. De acuerdo con la Stanford Encyclopedia of Philosophy, el consecuencialismo moísta, que se remonta al siglo V a. C., es la "forma más temprana del consecuencialismo del mundo, una versión notablemente sofisticada basada en una pluralidad de bienes intrínsecos tomados como constitutivos del bienestar humano".

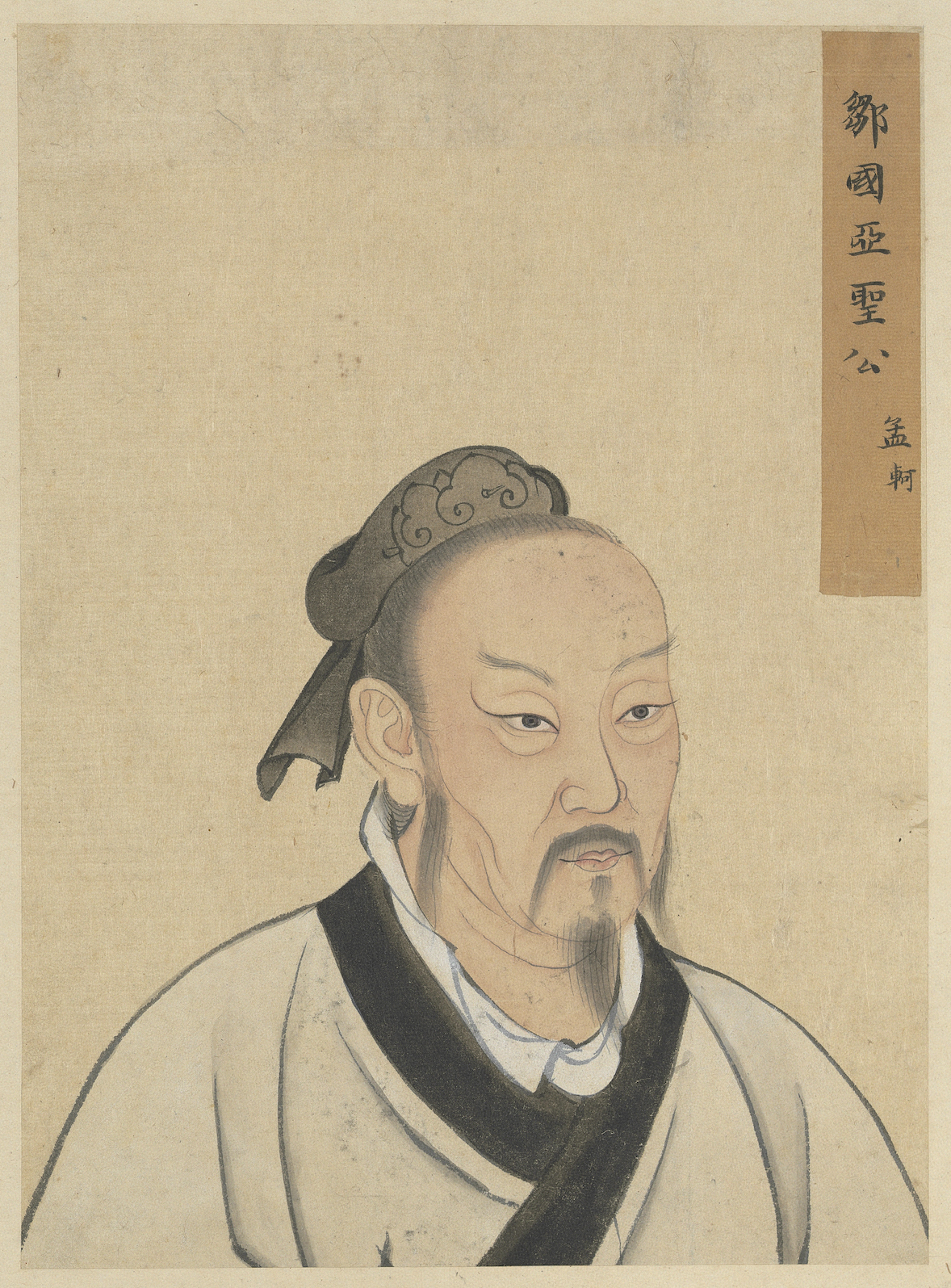
El filósofo confuciano Mencio fue uno de los críticos de Mozi, en parte porque su filosofía carecía de piedad filial.

A diferencia del utilitarismo, que considera al placer como un bien moral, "los bienes básicos en el pensamiento consecuencialista moísta son... el orden, la riqueza material y el aumento de la población". Durante la era de Mozi, la guerra y las hambrunas eran comunes, y el crecimiento de la población era visto como una necesidad moral para una sociedad armoniosa. La "riqueza material" del consecuencialismo moísta se refiere a las necesidades básicas como el refugio y la ropa, y el "orden" del consecuencialismo moísta se refiere a la postura de Mozi contra la guerra y la violencia, que consideró inútil y una amenaza a la estabilidad social. El sinólogo de la Universidad Stanford David Shepherd Nivison, en The Cambridge History of Ancient China, escribe que los bienes morales del moísmo "están interrelacionados: más riqueza básica, más reproducción, más gente, más producción y riqueza... si la gente tiene abundancia, sería bueno, filial, amable, y así sucesivamente sin problemas". En contraste con Jeremy Bentham, Mozi no creía que la felicidad individual fuera importante; las consecuencias del Estado superan las consecuencias de las acciones individuales.
Mozi tendía a evaluar las acciones basadas en si beneficiaban a la gente, lo que medía en términos de una población ampliada (los estados eran escasamente poblados en su día), una economía próspera y el orden social. Al igual que otras teorías consecuencialistas, Mozi pensó que las acciones deben medirse por la forma en que contribuyen al "mayor bien social para lo que hemos acordado en un contrato social". Con este criterio, Mozi denunció cosas tan diversas como la guerra ofensiva, los costosos funerales, e incluso la música y la danza, que él consideraba que no servían a ningún propósito útil. Mozi no se oponía a la música en principio: "No es que no me guste el sonido del tambor" ("Contra la Música"), sino solo por la pesada carga tributaria que se ejerce sobre los plebeyos y también por el hecho de que los funcionarios tendían a complacerlos a expensas de sus deberes".

## Trabajos e influencia
"Mozi" es también el nombre del texto filosófico compilado por los moístas del pensamiento de Mozi. Este texto constaba originalmente de 71 capítulos, pero durante la dinastía Han, el confucianismo dominó a China. Debido a que el moísmo era contrario al confucianismo, el texto "Mozi" fue abandonado. Durante la dinastía Song, sólo quedaron 61 capítulos. Hoy en día, tenemos sólo 53 capítulos a través de los cuales intentamos entender esta escuela de pensamiento, según lo compilado por Sun Yirang. Debido a que el moísmo desapareció como una tradición viva de China, sus textos no fueron bien mantenidos, y faltan muchos capítulos o se encuentran en un estado degradado. Por ejemplo, de los tres capítulos "Contra el confucianismo", sólo queda uno.
La colección de textos de "Mozi" es una rica fuente de información sobre la historia y cultura dinástica china. Gran parte de los argumentos de Mozi están respaldados por afirmaciones históricas de registros aún anteriores. Sus conversaciones con otros filósofos de renombre de esa época también se registran. De ellos podemos distinguir más claramente el moísmo de otras escuelas de pensamiento.

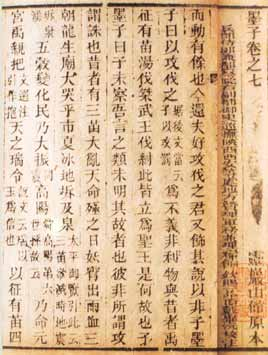
Una página de Mozi.

El moísmo fue suprimido bajo la dinastía Qin y murió completamente bajo la dinastía Han, que hizo del confucianismo la doctrina oficial. Sin embargo, muchas de sus ideas se disolvieron en la corriente principal del pensamiento chino, ya que tanto confucionistas como Xun Zi y taoístas como Zhuangzi expresaron simpatía por las preocupaciones de Mozi. La influencia de Mozi sigue siendo visible en muchas obras de la dinastía Han escritas cientos de años después. En los tiempos modernos, el moísmo recibió un nuevo análisis. Sun Yat-sen usó el "amor universal" como uno de los fundamentos de su idea de la democracia china. Más recientemente, los eruditos chinos del comunismo han intentado rehabilitar a Mozi como "filósofo del pueblo", destacando su enfoque empírico-racional del mundo, así como su trasfondo "proletario".
Algunos puntos de vista afirman que la filosofía de Mozi era a la vez más avanzada y menos que la de Confucio. Su concepto de "amor universal" abarcaba una idea más amplia de la comunidad humana que la de los confucianos, pero fue menos tolerante que Confucio en su condena de todo lo que no es directamente "útil", descuidando las funciones humanizadoras del arte y la música. Zhuangzi, que criticaba tanto a los confucianos como a los moístas, tenía esto en mente en sus parábolas sobre la "utilidad de lo inútil". Por supuesto, esta insistencia en la utilidad proviene de una época en que la guerra y el hambre eran generalizados y bien podrían haber hecho que todo el espectáculo real pareciese frívolo. Sin embargo, otros dirían que la opinión anterior no es del todo exacta, y que de hecho el "amor universal" (博愛), así como "el mundo como una comunidad compartida por todos" (天下為公) defendido por Sun Yat-sen son ideas confucianas. El "amor universal" (博愛, Boai) en el confucianismo es un poco diferente del "amor universal" de Mozi (兼愛, Jian'ai): en el confucianismo tiende a enfatizarlo como naturalmente apropiado para las relaciones humanas, mientras que en las ideas de Mozi tiende a ser orientado a la comunidad y no diferenciado según el individuo. Algunos partidarios modernos de Mozi (así como el comunismo) afirman que el moísmo y el comunismo moderno comparten mucho en términos de ideales para la vida comunitaria. Otros dirían que el moísmo comparte más con las ideas centrales del cristianismo, especialmente en términos de la idea de "amor universal" (en griego, "agapē"), la "Regla de Oro" y la relación de la humanidad con el reino sobrenatural.

## El moísmo y la ciencia
Según Joseph Needham, el Mozi (escrito filosófico) contiene la siguiente declaración: «El cese del movimiento se debe a la fuerza opuesta... si no existe fuerza opuesta... el movimiento nunca se detendrá. Esto es tan cierto como el hecho de que un buey no es un caballo». Needham afirmaba que aquella declaración es una precursora de la Ley de Inercia de Newton. El Mozi además contiene especulaciones sobre óptica y mecánica que también son bastante originales, aunque, lamentablemente, sus ideas no fueron consideradas por los filósofos chinos posteriores. La tradición moísta es asimismo bastante inusual como parte del pensamiento chino por el hecho de que dedicó tiempo al desarrollo de principios de lógica.